# Sommerschafweide im Banntal
Die Sommerschafweide im Banntal ist ein vom Landratsamt Münsingen am 31. Mai 1955 durch Verordnung ausgewiesenes Landschaftsschutzgebiet auf dem Gebiet der Gemeinde Mehrstetten.

## Lage
Das etwa 12,7 Hektar große Landschaftsschutzgebiet liegt etwa 500 Meter südlich der Ortslage von Mehrstetten am linken Talhang des Banntal genannten Trockentals im Gewann Bandel. Es gehört zum Naturraum Mittlere Flächenalb.

## Landschaftscharakter
Das Landschaftsschutzgebiet ist infolge von Nutzungsaufgabe und anschließender Aufforstung heute fast vollständig bewaldet. Lediglich im äußersten Norden befinden sich noch Relikte der früher hier vorherrschenden Magerrasenvegetation. Im Gebiet verstreut befinden sich einige Felsformationen. Im Nordosten wurde eine Erddeponie angelegt.

## Zusammenhängende Schutzgebiete
Im Süden schließt unmittelbar das Naturschutzgebiet Schandental an, welches gleichzeitig zum FFH-Gebiet Tiefental und Schmiechtal gehört.